# Yvonne Clech
Pour les articles homonymes, voir Clech.
Yvonne Clech est une actrice française, née le 3 juin 1920 à Moustéru dans les Côtes-du-Nord et morte le 25 février 2010 dans le 13e arrondissement de Paris.

## Biographie
Yvonne Clech, pseudonyme de Yvonne Marie Clec'h, vient à Paris pour y faire des études d'anglais, mais veut être comédienne. Elle devient l'élève de Charles Dullin, elle participe à l'éclosion du « Nouveau théâtre » et créé le rôle de Madeleine dans Amédée ou comment s'en débarrasser d'Eugène Ionesco en 1953. Grâce au succès de la comédie Les portes claquent en 1960, elle devient, avec Sophie Desmarets et Jacqueline Maillan, une des reines du théâtre de boulevard parisien de qualité, créant des pièces de Françoise Dorin (Les bonshommes), Francis Veber (L'enlèvement), Jean Anouilh (Les poissons rouges) ou André Roussin (La vie est trop courte).
Parallèlement, elle devient une figure familière des dramatiques et feuilletons de l'ORTF et du cinéma comique des années 1960, connaissant un « frémissement de célébrité ».
Partenaire de Fernandel (Relaxe-toi chérie), Bourvil (Le Tracassin), Francis Blanche, Roger Pierre et Jean-Marc Thibault (Les Gros Bras), Michel Serrault ou Jean Lefebvre (Quand passent les faisans), elle est l'épouse de Louis de Funès dans Faites sauter la banque en 1963. Édouard Molinaro, qui l'a dirigée dans Arsène Lupin contre Arsène Lupin et Quand passent les faisans, pense à elle pour Oscar en 1967 mais c'est Claude Gensac qui deviendra au cinéma la femme attitrée de De Funès. Yvonne Clech retrouvera Louis de Funès et Claude Gensac dans Jo en 1971.
Un rôle marquant : la veuve Mouaque dans le film de Louis Malle, Zazie dans le métro, adapté de Raymond Queneau (1960).
Elle meurt le 25 février 2010 à Paris.

## Théâtre
- 1949 : La Perle de la Canebière d'Eugène Labiche et Marc-Michel, mise en scène André Barsacq, théâtre de l'Atelier
- 1952 : La Grande Roue de Guillaume Hanoteau, mise en scène Roland Piétri, Théâtre Saint-Georges
- 1952 : La Grande Oreille de Guillaume Hanoteau, mise en scène Roland Piétri, théâtre Saint-Georges
- 1953 : Les invités du bon Dieu d'Armand Salacrou, mise en scène Yves Robert, théâtre Saint-Georges
- 1954 : Amédée ou Comment s'en débarrasser d'Eugène Ionesco, mise en scène Jean-Marie Serreau, théâtre de Babylone
- 1955 : Le Quai Conti de Guillaume Hanoteau, mise en scène René Dupuy, théâtre Gramont
- 1957 : Les Coréens de Michel Vinaver, mise en scène Jean-Marie Serreau, théâtre de l'Alliance française
- 1957 : L'Autre Alexandre de Marguerite Liberaki, mise en scène Claude Régy, théâtre de l'Alliance française
- 1958 : Les portes claquent de Michel Fermaud, mise en scène Christian-Gérard, théâtre Daunou
- 1961 : Les Bonnes de Jean Genet, mise en scène Jean-Marie Serreau, Odéon-Théâtre de France
- 1961 : Amédée ou Comment s'en débarrasser d'Eugène Ionesco, mise en scène Jean-Marie Serreau, Odéon-Théâtre de France
- 1961 : Coralie et Compagnie de Maurice Hennequin et Albin Valabrègue, mise en scène Jean Le Poulain, théâtre Sarah-Bernhardt
- 1962 : L'Étoile devient rouge de Sean O'Casey, mise en scène Gabriel Garran, Théâtre de la Commune, théâtre Récamier
- 1962 : Le Fils d'Achille de Claude Chauvière, mise en scène Michel de Ré, Théâtre des Nouveautés, théâtre de l'Ambigu
- 1963 : L'avenir est dans les œufs ou Il faut de tout pour faire un monde d'Eugène Ionesco, mise en scène Jean-Marie Serreau, théâtre de l'Ambigu
- 1963 : Amédée ou Comment s'en débarrasser d'Eugène Ionesco, mise en scène Jean-Marie Serreau, théâtre de l'Ambigu
- 1964 : Zoo de Vercors, mise en scène Jean Deschamps, TNP-Théâtre de Chaillot
- 1964 : Les Cavaleurs de Gaby Bruyère, mise en scène Christian-Gérard, théâtre de la Potinière
- 1967 : Baby Hamilton de Maurice Braddell et Anita Hart, mise en scène Christian-Gérard, théâtre de la Porte-Saint-Martin
- 1967 : Saint-Dupont de Marcel Mithois, mise en scène Jean-Pierre Grenier, théâtre de la Renaissance
- 1968 : L'Enlèvement de Francis Veber, mise en scène Jacques Fabbri, théâtre Édouard VII
- 1968 : Le Truffador de et mise en scène Jean Canolle, théâtre de la Michodière
- 1970 : Les Poissons rouges ou Mon père ce héros de Jean Anouilh, mise en scène Jean Anouilh et Roland Piétri, théâtre de l'Œuvre
- 1970 : Les Bonshommes de Françoise Dorin, mise en scène Jacques Charon, théâtre du Palais-Royal
- 1972 : Ne m'oubliez pas de Peter Nichols, mise en scène Michel Fagadau, théâtre de la Renaissance
- 1973 : Grand Standing de Neil Simon, mise en scène Emilio Bruzzo, théâtre Saint-Georges
- 1975 : La Balance de Claude Reichman, mise en scène René Clermont, théâtre Fontaine
- 1989 : Entre nous soit dit d’Alan Ayckbourn, mise en scène Stéphan Meldegg, théâtre La Bruyère
- 1989 : Un chapeau de paille d'Italie d'Eugène Labiche et Marc-Michel, mise en scène Jean-Paul Lucet, théâtre des Célestins
- 1998 : Pour la galerie de Claude d'Anna et Laure Bonin, mise en scène Stephan Meldegg, théâtre de l'Œuvre
- 2001 : Emy’s view de David Hare, mise en scène Bernard Murat, théâtre Hébertot

## Filmographie

### Cinéma
- 1950 : L'Étrange Madame X de Jean Grémillon : Henriette
- 1953 : Les hommes ne pensent qu'à ça d'Yves Robert : une femme du monde
- 1957 : Ce joli monde de Carlo Rim : la comtesse de Valmendois
- 1958 : La Moucharde de Guy Lefranc : Lucienne
- 1958 : Le Grand Chef d'Henri Verneuil : rôle coupé au montage
- 1959 : Le Second Souffle de Yannick Bellon (court-métrage)
- 1960 : Zazie dans le métro de Louis Malle : la veuve Mouaque
- 1961 : Saint-Tropez Blues de Marcel Moussy : Hélène Favier-Bouchard
- 1961 : Les Livreurs de Jean Girault : Mme Schmutz
- 1961 : Le Tracassin ou les Plaisirs de la ville d'Alex Joffé : la locataire
- 1962 : Arsène Lupin contre Arsène Lupin d'Édouard Molinaro : Mme de Vierne
- 1962 : Un clair de lune à Maubeuge de Jean Chérasse : une secrétaire de tonton Charly
- 1962 : Les Veinards, de Jean Girault : Mme Élise Flavigny
- 1963 : L'Honorable Stanislas, agent secret de Jean-Charles Dudrumet : la dame du train
- 1963 : Le Feu follet de Louis Malle
- 1963 : L'assassin connaît la musique... de Pierre Chenal : Graziella
- 1963 : La Foire aux cancres de Louis Daquin
- 1963 : Faites sauter la banque ! de Jean Girault : Éliane Garnier
- 1963 : Coplan prend des risques de Maurice Labro : Mme Rochon
- 1963 : La Vie à l'envers d'Alain Jessua : Mme Kerbel
- 1964 : Les Gros Bras de Francis Rigaud : Graziella Andromèze
- 1964 : Relaxe-toi chérie de Jean Boyer : Lucienne
- 1964 : L'Or et le Plomb d'Alain Cuniot : l'invitée
- 1965 : Quand passent les faisans d'Édouard Molinaro : Valerie Patterson
- 1965 : Pleins feux sur Stanislas de Jean-Charles Dudrumet : la patronne de l'hôtel
- 1966 : Six Chevaux bleus (Zossia) de Philippe Joulia
- 1967 : Le Grand Dadais de Pierre Granier-Deferre : Mme Quesnard
- 1971 : Jo de Jean Girault : Cécile Grunder
- 1972 : Le Rempart des Béguines de Guy Casaril : Mme Perier
- 1974 : Q de Jean-François Davy : la femme du Premier ministre
- 1974 : Soldat Duroc, ça va être ta fête de Michel Gérard : la mère de Nicole
- 1974 : Un train peut en cacher un autre de Jacques Colombat (court-métrage)
- 1977 : Le Maestro de Claude Vital : Mme de Morgeaux
- 1978 : Au bout du bout du banc de Peter Kassovitz : Irène Boyer
- 1978 : Mireille dans la vie des autres de Jean-Marie Buchet : la mère de Jacques
- 1980 : Comme une femme de Christian Dura : Maggy Dupré
- 1983 : Y a-t-il un pirate sur l'antenne ? de Jean-Claude Roy
- 1984 : Le hasard mène le jeu de Pierre Chenal (Court-métrage) : l'infirmière
- 1988 : À deux minutes près d'Éric Le Hung : la dame au chien
- 1989 : Suivez cet avion de Patrice Ambard : la mère de Rémi

### Télévision
- 1956 : La famille Anodin (série) : Antoinette Anodin
- 1960 : Le Paysan parvenu de René Lucot (téléfilm)
- 1961 : Les femmes de bonne humeur d'Alain Boudet (téléfilm) : Felicita
- 1962 : Elle s'abaisse pour vaincre d'Étienne Fuselier (téléfilm) : Mme Hardcastle
- 1964 : Les cabinets particuliers d'Alain Boudet (téléfilm) : la souffleuse
- 1966 : Antony de Jean Kerchbron (téléfilm) : la vicomtesse de Lacy
- 1966 : La 99ème minute de François Gir
- 1967 : À Saint-Lazare de François Gir (téléfilm) : Victoire Durandix
- 1967 : Les sept de l'escalier 15 (série) : Mme Janniau
- 1969 : Minouche (série) : Amélie de la Brulardière
- 1969 : Thibaud ou les Croisades (série) : Félicité
- 1970 : Les Saintes chéries (série) : la femme du PDG
- 1971 : Le Bouton de rose de François Gir (téléfilm) : Hortense
- 1972 : Les Dernières Volontés de Richard Lagrange (série) : Mme Montigny
- 1972 : La Bonne Nouvelle de Guy Lessertisseur (téléfilm) : Germaine Colin-Minet
- 1973 : Les Écrivains de Robert Guez (téléfilm) : Isabelle Pontillac
- 1975 : Le Théâtre de Tristan Bernard de Georges Folgoas et Dominique Nohain (téléfilm) : Augusta
- 1975 : Le Péril bleu de Jean-Christophe Averty (téléfilm) : Mme Le Tellier
- 1976 : Nans le berger (série) : Théonie
- 1977 : Bonsoir chef (série) : Mme Corbassière
- 1977 : Aurore et Victorien (série) : Mlle Vernoujac
- 1977 : Chantecler de Jean-Christophe Averty (téléfilm) : la Pintade
- 1978 : Cinéma 16 : Thomas Guérin, retraité de Patrick Jamain : Maguy, La mère de Manou
- 1979 : Le Troisième Couteau de Robert Valey (téléfilm) : Annette
- 1979 : Les Amours de la Belle Époque (série) : Mme Lefrêne
- 1980 : Les Incorrigibles (série) : Mme Renaud
- 1981 : Les Gaîtés de la correctionnelle (série) : Mme du Plait-Raidet
- 1982 : George Dandin (téléfilm) : Mme de Sottenville
- 1982 : Caméra une première (série) : Louise
- 1982 : Le Rêve d'Icare de Jean Kerchbron (téléfilm) : la passagère
- 1984 : La Pendule (série) : Antonia
- 1984 et 1988 : Les Enquêtes du commissaire Maigret (série) :
- Maigret et le témoignage de l'enfant de chœur de Michel Subiela - Mme de Mazières
- La Nuit du carrefour de Stéphane Bertin - Mme Michonnet
- 1984 : Cinéma 16 : La Fête de Eric Le Hung : la comtesse
- 1986 : Madame et ses flics (série)
- 1986 : La Guerre des femmes (série) : Mme de Tourville
- 1988 : La Baby-sitter (série) : Adèle Zatkine
- 1989 : Le Hérisson de Robert Enrico (téléfilm) : Henriette
- 1992 : Maguy, épisode Princesse oblige : La princesse Mylène Childeureu de la Cheminey
- 1997 : Madame Dubois - Hôtel Bellevue (téléfilm) : Mme Plassier
- 1999 : Nora d'Édouard Molinaro (téléfilm) : Lucie
- 2000 : Une femme d'honneur d'Alain Bonnot (série) : Marguerite d'Aubigny

#### Au théâtre ce soir
- 1966 : Les portes claquent de Michel Fermaud, mise en scène Christian-Gérard, réalisation Pierre Sabbagh, théâtre Marigny : la mère
- 1968 : Baby Hamilton de Maurice Braddell et Anita Hart, mise en scène Christian-Gérard, réalisation Pierre Sabbagh, théâtre Marigny : Millicent
- 1969 : Bichon de Jean de Létraz, mise en scène Robert Manuel, réalisation Pierre Sabbagh, théâtre Marigny : Henriette Fontanges
- 1970 : George et Margaret de Marc-Gilbert Sauvajon, d'après Gérald Savory et Jean Wall, mise en scène Jacques-Henri Duval, réalisation Pierre Sabbagh, théâtre Marigny : Alice
- 1970 : La Roulotte de Michel Duran, mise en scène Alfred Pasquali, réalisation Pierre Sabbagh, théâtre Marigny : Mme Védrines
- 1977 : Des choses merveilleuses de Claude Reichman, mise en scène René Clermont, réalisation Pierre Sabbagh, théâtre Marigny : Paule
- 1978 : Un ménage en or de Jean Valmy et Marc Cab, mise en scène Maurice Ducasse, réalisation Pierre Sabbagh, théâtre Marigny : Amélie
- 1978 : Vous ne l'emporterez pas avec vous de Moss Hart et George Kaufman, mise en scène Jean-Luc Moreau, réalisation Pierre Sabbagh, théâtre Marigny : Pénélope
- 1979 : Beau-fils et fils de Raoul Praxy, mise en scène Christian Duroc, réalisation Pierre Sabbagh, théâtre Marigny : Mme Dupont-Lévy
- 1981 : La Claque d'André Roussin, mise en scène Georges Vitaly, réalisation Pierre Sabbagh, théâtre Marigny : Simone Sarclay
- 1981 : Alain, sa mère et sa maîtresse de Paul Armont et Marcel Gerbidon, mise en scène Jean Kerchbron, réalisation Pierre Sabbagh, théâtre Marigny : Mme de Brionne
- 1984 : La vie est trop courte d'André Roussin, mise en scène Michel Fagadau, réalisation Pierre Sabbagh, théâtre Marigny : Brigitte

## Doublage
- Souris-Souris et La Souris du Père Noël : la Reine des souris